# Мюнх, Эрнст Герман Йозеф фон
Эрнст Герман Йозеф фон Мюнх (нем. Ernst Hermann Joseph von Münch; 25 октября 1798, Райнфельден — 9 июня 1841, Райнфельден, Аргау) — немецкий историк, педагог и библиотекарь

.

## Биография
Эрнст Мюнх родился 25 октября 1798 года в городе Райнфельдене в строго католической семье. изучал право во Фрайбургском университете, затем был профессором в альма-матер и Люттихе.
Написал:
- «Die Heerzüge des christlichen Europa wider die Osmanen» (Базель, 1822—1826)
- «Franz von Sickingens Thaten» (Штутгарт, 1827—1829)
- «König Enzius» (Штутгарт, 1841),
- «Geschichte des Hauses Nassau-Oranien» (Ахен, 1831—1833)
- «Die Fürstinnen des Hauses Burgund-Oesterreich» (Лейпциг, 1832) и др[4].

Автобиографический характер имеют его «Erinnerungen, Lebensbilder und Studien aus den ersten 37 Jahren eines deutschen Gelehrten» (Карлсруэ, 3 тома, 1836—1838).
Эрнст Герман Йозеф фон Мюнх умер 9 июня 1841 года в родном городе.